# Givry, Saône-et-Loire
Givry là một xã trong tỉnh Saône-et-Loire, thuộc vùng Bourgogne-Franche-Comté của nước Pháp, có dân số là 3.596 người (thời điểm 1999). Xã nằm trong Côte Chalonnaise, khoảng 29 km về phía nam của Beaune và 8 km về phía tây của Chalon-sur-Saône.

## Nhân khẩu học
| 1962  | 1968  | 1975  | 1982  | 1990  | 1999  |
| ----- | ----- | ----- | ----- | ----- | ----- |
| 2.175 | 2.200 | 2.560 | 3.125 | 3.340 | 3.596 |